# جیسن سکاتلند
جیسن سکاتلند (انگلیسی: Jason Scotland؛ زادهٔ ۱۸ فوریهٔ ۱۹۷۹) یک بازیکن فوتبال اهل ترینیداد و توباگو است.
وی همچنین در تیم ملی فوتبال ترینیداد و توباگو بازی کرده‌است.